# Embrasse-moi
Embrasse-moi (in italiano: Baciami) è una poesia scritta da Jacques Prévert, musicata da Wal-Berg ed interpretata da Marianne Oswald. 

## Storia e contenuto
Embrasse-moi è la prima di una serie di poesie di Jacques Prévert che erano state musicate; venne pubblicata per la prima volta sul disco a 78 giri pubblicato dalla Columbia DF 1718, pubblicato nell'aprile 1935. Nel 1934, Marianne Oswald aveva cantato al Pleyel, la canzone Appel di Jean Tranchant e fu fischiata, ma Jacques Prévert la difese con alcuni amici. Da questo incontro era nata una proficua collaborazione tra il poeta e la cantante, la quale nel mese di aprile del 1935, aveva registrato Embrasse-moi con la musica di Wal-Berg.
Il sodalizio fra la cantante ed il poeta proseguì, così furono registrate, con musiche di Joseph Kosma, Chasse à l'enfant (registrata dalla Oswald il 20 ottobre 1936) e Les Bruits de la nuit (dicembre 1937).
La canzone venne ristampata nel 1963, nella raccolta intitolata Histoires et d'autres histoires.

## Altre versioni
- 1940 Édith Piaf
- Juliette Gréco (ora nel CD Bohemian in Paris 2012)
- 1986 Charles Aznavour